# Isla Fuga
La Isla Fuga es el nombre de una isla en el municipio de Aparri, Cagayán, que se encuentra en el extremo norte de Filipinas, siendo parte del Archipiélago Babuyan. Según el último censo, tiene una población de 1.786 personas distribuidas en 312 hogares, posee unas 10 000 hectáreas (100 km²). La isla todavía conserva una cultura tradicional. Por ejemplo todos los años se construye una imitación de un barco que flota en el mar, una tradición que comenzó en 1656 (para entonces estaba bajo el gobierno español) cuando la isla fue prácticamente invadida por los barcos británicos. Sólo la defensa y  pensamiento rápido de los nativos mantuvieron la isla lejos de la colonización británica.